# Tres desconeguts idèntics
Tres desconeguts idèntics (originalment en anglès, Three Identical Strangers) és una pel·lícula documental del 2018 dirigida per Tim Wardle, sobre la vida d'Edward Galland, David Kellman i Robert Shafran, un conjunt de tres bessons idèntics adoptats com a infants per famílies separades. Combinant imatges d'arxiu, escenes recreades i entrevistes actuals, explica com els germans es van descobrir per casualitat a Nova York el 1980 a 19 anys, la seva vida pública i privada en els anys següents i el seu eventual descobriment que la seva adopció havia format part d'un estudi científic no revelat de "naturalesa versus criança" sobre el desenvolupament de germans genèticament idèntics criats en diferents circumstàncies socioeconòmiques. S'ha doblat al català per TV3, que va estrenar-la el 3 de gener de 2023 al programa Sense ficció.
La pel·lícula es va estrenar al Festival de Cinema de Sundance de 2018, on va guanyar el Premi Especial del Jurat de Documentals dels EUA per a la narració. La pel·lícula va ser nominada a la categoria de millor documental als 72ns premis BAFTA. També va estar a la llista final de 15 pel·lícules considerades per a l'Oscar a la millor pel·lícula documental, d'entre 166 candidates. El mateix any la pel·lícula es va presentar a la Festa del Cinema de Roma.